# Jílkov
Jílkov (německy Gilkendorf) je osada obce Liboš v okrese Olomouc. Osada téměř navazuje na zastavěné území Liboše, odděluje ji pouze 87 m široký volný prostor. Nachází se asi 1 km severně od Štěpánova a asi 15 km severozápadně od Olomouce.
Jílkovem prochází kanál spojující řeku Oskavu s potokem Říčí. Jihozápadně od Jílkova se za kanálem nachází tři bezejmenné rybníky, severovýchodně průmyslová zóna. Je zde registrováno 25 čísel popisných.
Osada Jílkov vznikla v roce 1786.
| Rok            | 1869 | 1880 | 1890 | 1900 | 1910 | 1921 | 1930 | 1950 |
| -------------- | ---- | ---- | ---- | ---- | ---- | ---- | ---- | ---- |
| Počet obyvatel | 235  | 194  | 191  | 209  | 203  | 192  | 193  | 155  |
| Počet domů     | 28   | 28   | 30   | 33   | 33   | 36   | 45   | 49   |